# Fucsoui főegyházmegye
A Fucsoui főegyházmegye (latinul: Fuceuven(sis), egyszerűsített kínai írással: 福州)  a római katolikus egyház egyik kínai metropóliai főegyházmegyéje. Az érseki széke Fucsou városában található.

## Története
- 1680: A Fucsieni apostoli vikariátus megalapítása a Cochini apostoli vikariátus területéről való leválasztással
- 1883. október 3. :  Észak-fokieni apostoli vikariátussá átnevezve
- 1923. december 27. : Fucsoui apostoli vikariátussá átnevezve
- 1946. április: Fucsoui (metropóliai) főegyházmegye

## Prelátusok
Fucsien / Fokien apostoli vikáriusai (福建)
- François Pallu, M.E.P. (陸方濟) (1680. április 15. – 1684. október 29.)
- Charles Maigrot, M.E.P. (颜当) (1684. július 25. – 1709)
- Szent Sanz Péter, O.P. (白多祿) (1732. január 3. – May 26, 1747. május 26.)
- Eusebio Oscot, O.P. (1737. október 1. – 1743. november 28.)
- Francisco Pallás Faro, O.P. (1753. július 11. – 1778. március)
- José Calvo, O.P. (1781. február 16. – 1812. október 15.)
- Roque José Carpena Díaz, O.P. (1812. október 15. – 1849. december 30.)
- Miguel Calderón, O.P. (1849. december 30. – 1883. február 14.)

### Észak-fokieni apostoli vikariáriusok (福建北境)
- Salvador Masot y Gómez, O.P. (蘇瑪素) (1884. június 20. – 1911. március 17.)

### Fucsoui apostoli vikáriusok (福州)
- Francisco Aguirre Murga, O.P. (宋金铃) (1911. december 13. – 1941. június 12.)

### Fucsoui érsekek
- Theodore Labrador Fraile, O.P. (趙炳文) (1946. június 13. – 1980. május 6.)
- John Er-shi Ye (葉而適) (1984. február 2. – 1991. február 23.)
- John Shu-dao Yang (楊樹道) (1995 – 2010. augusztus 28.)
- Peter Jia-shan Lin (林佳善) (2010. augusztus 28. – hivatalban)

## Szuffragán egyházmegyék
A főegyházmegyének három szuffragán egyházmegyéje van:
- Funingi egyházmegye (福寧)
- Tingzhoui egyházmegye (汀州)
- Hsziameni egyházmegye (廈門)

### Szomszédos egyházmegyék
- Hsziameni egyházmegye (délnyugat)
- Roman Catholic Diocese of Tingzhou (nyugat)
- Apostolic Prefecture of Shaowu (északnyugat)
- Csien’oui apostoli prefektúra (északnyugat)
- Funingi egyházmegye (északkelet)
- Hszincsui egyházmegye (délkelet)
- Tajpeji főegyházmegye (délkelet)

## Fordítás
- Ez a szócikk részben vagy egészben  a   Roman Catholic Archdiocese of Fuzhou című angol Wikipédia-szócikk ezen változatának fordításán alapul.  Az eredeti cikk szerkesztőit annak laptörténete sorolja fel. Ez a jelzés csupán a megfogalmazás eredetét és a szerzői jogokat jelzi, nem szolgál a cikkben szereplő információk forrásmegjelöléseként.